# Jaintia Hills
Jaintia Hills was tussen 1972 en 2012 een district van de Indiase staat Meghalaya. Het district telde 295.692 inwoners (2001) en had een oppervlakte van 3819 km². Het bestuurscentrum was Jowai.
In 2012 werd het district opgesplitst in twee aparte gebieden; zowel het oostelijke deel (Oost-Jaintia Hills) als het westelijke deel (West-Jaintia Hills) vormen sindsdien een eigen district. Jowai bleef de hoofdplaats van het westen, terwijl het oostelijke gebied sindsdien wordt bestuurd vanuit Khliehriat.
Garo Hills:
East Garo Hills · North Garo Hills · South Garo Hills · South West Garo Hills · West Garo Hills · 
Khasi Hills:
East Khasi Hills · South West Khasi Hills · West Khasi Hills · Ri-Bhoi 
Jaintia Hills:
East Jaintia Hills · West Jaintia Hills